# Catharsius upembanus
Catharsius upembanus är en skalbaggsart som beskrevs av Ferreira 1962. Catharsius upembanus ingår i släktet Catharsius och familjen bladhorningar. Inga underarter finns listade.